# Lubuk Agung
Lubuk Agung is een bestuurslaag in het regentschap Kampar van de provincie Riau, Indonesië. Lubuk Agung telt 1288 inwoners (volkstelling 2010).